# Festival de la Joven Dramaturgia

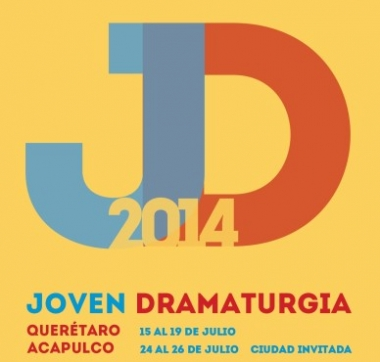

Llamado antes Muestra Nacional de la Joven Dramaturgia. Se realiza desde 2003 en la Ciudad de Querétaro, dedicado a la dramaturgia emergente nacional o a jóvenes en vías de consolidación. Inicialmente se llamaba Muestra Nacional de la Joven Dramaturgia y era dirigida por Luis Enrique Gutiérrez Ortiz Monasterio (LEGOM) y Édgar Chías, quienes tomaron como base la Semana Internacional de la Dramaturgia Contemporánea que realizaron Luis Mario Moncada, en ese entonces director del Centro Cultural Helénico, en compañía de Boris Schoemann a la que estos dos autores habían sido invitados. Hasta el verano de 2016 el festival era dirigido por Patricia Estrada, Imanol Martínez y Édgar Chías. Desde 2017 serían Estrada, Martínez y Luis Santillán quienes quedaran como responsables y organizadores del evento. Este Festival es importante pues constituye un repertorio vivo de la dramaturgia mexicana de las primeras décadas del siglo XXI.

## Inicios
De acuerdo con Maricamen Torroella en el artículo La profesionalización de la dramaturgia mexicana actual. Una muestra:

Edgar Chías y Luis Enrique Gutiérrez Ortiz Monasterio fundan esta muestra en 2003. El objetivo en ese momento es generar un espacio donde ellos mismos y otros dramaturgos de su generación puedan llevar a cabo lecturas dramatizadas de sus propias obras, probarlas ante un público y ante la crítica teatral especializada. Desde sus inicios, este proyecto corre con suerte gracias al talento de estos dramaturgos, a la atención que la crítica especializada hace del evento"[1].

En la primera edición de la Muestra participaron autores que se consideraban una misma generación, incluso habían desarrollado un colectivo de dramaturgos llamado Telón de Aquiles, se presentan obras de los organizadores: Luis Enrique Gutiérrez Ortiz Monasterio (LEGOM), Edgar Chías y de Alberto Villarreal, Jorge Kuri, Bárbara Colio, Elena Guichins y Luis Ayhllón. Desde esa primera muestra el crítico Fernando de Ita ha acompañado al festival.
"La Segunda Muestra de la Joven Dramaturgia, en primer lugar ya abarca una semana completa y contempla la programación de dramaturgos más jóvenes que los que integran el colectivo Telón de Aquiles, como por ejemplo Hugo Abraham Wirth y Enrique Olmos de Ita. Estos dramaturgos radican igualmente en la ciudad de México. También encontramos programados dramaturgos de otros lugares de la República Mexicana como Mario Cantú y Vidal Medina. Se incluye la obra de algunos integrantes del colectivo Telón de Aquiles que no se habían contemplado en la primera edición de la Muestra.

  De esta manera, la segunda edición de este evento se constituye realmente como un espacio de encuentro entre dramaturgos de distintas generaciones y latitudes. Son todavía muy importantes las mesas de debate en torno a cuáles están siendo los caminos de la dramaturgia mexicana contemporánea. Es notable cómo dramaturgos de la quinta generación como Jaime Chabaud se acercan a la Muestra y comienzan a dar talleres sobre dramaturgia. La mirada de varios críticos especializados sigue acompañando el trabajo de estos jóvenes autores; reflexionando con ellos en torno a aciertos y desaciertos. Se incluye por primera vez la mirada especializada de uno de los más importantes investigadores del teatro argentino: Jorge Dubatti. Fernando de Ita se perfila como el crítico principal que seguirán de cerca la Muestra, y reflexionará sobre estas voces vanguardistas del teatro mexicano. La obra ganadora del Premio Nacional de Dramaturgia Manuel Herrera sigue siendo el plato fuerte del evento, una de las pocas puestas en escena, el resto son lecturas dramatizadas.
Maricarmen Torroella

Es en la cuarta edición (2006) de la Muestra Nacional de la Joven Dramaturgia, donde ya también participa Alejandra Serrano en la organización de la misma y estará en ella hasta 2015, que por primera vez se presenta una puesta en escena completa y las lecturas dramatizadas son acompañadas por iluminación y trazo escénico. Este cambio sucedió principalmente por el cambio de espacio donde se realizaban las lecturas. Inicialmente era en una salón del Museo de la Ciudad y a partir de 2006, con la apertura del Foro de dicho museo se trasladan las lecturas hacia allá. A partir de ese momento Luis Santillán queda como encargado técnico. La obra que se presentó como puesta en escena fue Un torso, mierda y el secreto del carnicero de Alejandro Ricaño dirigida por Bryant Caballero.

## Hacia el Festival
A partir de la quinta edición, el evento crece, más autores, más invitados, mezcla de lecturas y obras presentadas. Comenta LEGOM en entrevista:

La distancia entre esta Muestra y la primera es realmente muy grande, porque la primera fue de tres días, solo con lecturas dramatizadas, con un pequeño grupo de dramaturgos que nos juntamos con la intención de promovernos a nosotros mismos, en aquel tiempo cuando empezábamos a escribir. El público lo conformaban algunos despistados que pasan por el museo, nosotros y un par de invitados que llevamos, era un evento muy pequeño. Esa primera Muestra, a pesar de todo, fue una muy buena Muestra, era una generación muy amplia de escritores, con varios muy talentosos y aunque fue un evento muy chiquito tuvo un impacto en el medio teatral muy importante, fue una llamada de atención sobre una nueva generación de dramaturgos, que buscaba su espacio en el teatro nacional. 

“Lo que es importante y por lo que yo creo que ha permanecido esta Muestra es porque esta primera generación de jóvenes siguió escribiendo, siguió madurando nuestro oficio y por otro lado, fueron apareciendo otras generaciones. Esta vez presentamos tres camadas de dramaturgos —no sé si tres generaciones, pero por lo menos tres camadas—. Hay dramaturgos que participaron en la primera Muestra, como es el caso de Bárbara Colio. Hay autores de un rango intermedio como Mario Cantú, quién ha participado también en otras ocasiones y esta vez presenta una obra que fue finalista en uno o dos premios nacionales. Y hay también autores muy jóvenes, específicamente Javier Márquez, que es un autor muy joven, todavía le falta formarse, pero en su juventud de entrada ya es un autor respetado por sus pares y nos da mucho gusto estar lanzando a este joven, finalmente es la intención de la Muestra. 

“La Muestra tienen dos sentidos muy claros, uno es hacia el medio teatral, que es promover nuevas plumas, ser un escaparate de nuevas propuestas para el teatro, nuevos autores y normalmente también procuramos en cada edición tener una obra que se salga de lo estrictamente convencional. Sin querer ser un laboratorio, la Muestra siempre procura tener una o dos obras que se salgan de lo que entendemos normalmente como texto dramático y su acercamiento a la escena
Patricia Estrada y Alejandra Serrano

A partir de la cuarta edición cada año hay por lo menos una puesta en escena que se presenta como estreno, además de la obra ganadora del Premio Nacional de Dramaturgia Manuel Herrera organizado por el gobierno de Querétaro. En la sexta (2008) se presenta Los días Carlitos unipersonal de Adrián Vázquez, en 2009 se estrena Más pequeños que el Guggenheim de Alejandro Ricaño e Iluminaciones [0] de Hugo A. Hinojosa, ambas obras serían programadas posteriormente en la Muestra Nacional de Teatro de ese año.
Para la edición 2010 ya se programa pensando en un semi montado y una obra por día, generando algunas puestas en escena coproducidas por el festival, como  Memorama de Mario Cantú, dirigida por Daniel Serrano, y Timboctou, escrita y dirigida por Alejandro Ricaño. También se estrenó Cuerdas, de Bárbara Colio con dirección de Richard Viqueira.
En 2011 se produce una actividad diferente, dirigida por Guillermo Heras, donde se invita a cuatro estudiantes de dramaturgia a participar con textos escritos expresamente para esta experiencia que se dirigió como parte de un taller previo al evento, las autoras fueron: Gabriela Román, Ana Riojas, Mariana Chávez, Ana Lucila Castillo. Ese año se programó también la obra queretana Siete de Imanol Martínez (que después dirigiría el Festival) con dirección de Jean Paul Carstensen. Se estrena La otra crueldad de Conchi León y Anatomía de la gastritis de Itzel Lara con dirección de Agustín Meza.

## La muestra ha muerto. Viva el Festival
A pesar de que desde la octava edición en 2010 se había omitido el título de Muestra, es hasta dos años después con la décima edición que se hace oficial el cambio a Festival con el nombre Festival de la Joven Dramaturgia. Ese mismo año LEGOM deja de ser parte de la organización del Festival, aunque el diseño de la programación de ese año todavía es suya, quedando como Coordinadora general Alejandra Serrano, quien participaba en la organización desde 2005, también integrándose Mario Cantú. 
Dice al respecto Edgar Chias

En Querétaro hemos refundado una comunidad, tejido una red, crecido y envejecido juntos. Pero, ¿qué ha pasado en apenas dos lustros? Casi nada. Una generación de autores diversificó su discurso y ha planteado preguntas pertinentes a los modos de producción imperantes. ¿Mostrar o representar, perpetrar una imagen de la realidad o demolerla por completo? Conocimos directores y actores, entrañables, poderosos, brillantes. Acogimos artistas del mundo para discutir con ellos. 

Contagiamos a otras ciudades —se propaló la Muestritis—, e invadimos otras muestras (la Nacional de Teatro). Dialogamos con uno de los premios de dramaturgia más importantes en nuestra lengua, abrevando de su repertorio (Manuel Herrera). También hemos repensado la pedagogía. ¿Cómo se transmite un saber que no termina de fijarse —porque lo suyo es la transformación—? Hemos entendido que el tiempo pasa y que siempre habrá nuevas plumas buscando hacerse un espacio. Aprendimos a convivir con ellas, a abrirles la puerta, a cederles el lugar. Y en esas andamos. 
Nos hemos batido contra la indiferencia, y en apenas dos lustros, además de abrirnos cancha —en la antigua cancha del Museo de la Ciudad de Qro.— hemos escuchado y visto transitar por la otrora Muestra, ahora Festival, no solo a algunos de los autores más importantes del terruño, sino a un puñado de aquellos que ya forman parte de la escena mundial contemporánea. No es exageración. 

Este nuevo Festival, última versión de la Muestra, es conmemorativo. Reúne a sus autores señeros para celebrar una década. Multiplica la exposición, pues los probados alternan con los muy nóveles. Los antiguos cerramos los ojos, plantamos el pecho y pasamos la estafeta, saludamos el cambio al grito de: La Muestra muere. Viva el Festival.
Edgar Chías

La décima edición fue un recuento, invitando a autores de ediciones pasadas que actualmente tenían fuerte impacto en la escena nacional: Adrián Vázquez, Verónica Musalem, Alejandro Ricaño, Mariana Hartasánchez, Mario Cantú, Raúl Valles, Enrique Olmos de Ita, Bárbara Colio, Daniel Serrano y el ganador de ese año del Premio Nacional de Dramaturgia Manuel Herrera, Luis Santillán. Para contrarrestar y mantener la intención de descubrimiento de nuevas voces se crea el Ciclo de Autores Emergentes por las mañanas, participando en esta edición: Javier Márquez, Nora Coss, Imanol Martínez, Celeste Espinoza, Rafael Pérez de la Cruz, Adriana Bandín, Bárbara Perrín y Miguel Corral.

## Últimas ediciones
En 2013, el 11 Festival de la Joven Dramaturgia continúa con las coproducciones, pero con un nuevo modelo, se escogieron dos obras del Ciclo Emergente del 2012 que tuvieron buena recepción del público y la crítica y se produjeron, las obras fueron: La interesante historia del origen de la palabra ciclo de Celeste Espinoza dirigida por Patricia Estrada y Poner en pie de Imanol Martínez dirigida por Jean Paul Carstensen. Se mantiene el ciclo de autores emergentes.
En 2014 se realiza por primera vez una extensión del Festival con Acapulco como ciudad invitada y por primera vez se divide la programación en tres ciclos:
Emergente: "La novísima dramaturgia tiene aquí un escaparate[...] recuper el ambiente de las primeras emisiones, donde se hacía las lecturas con pocos recursos de producción y mucho ingenio. Un lugar donde los dramaturgos dialogaban con sus pares y se enfrentaba a las opiniones de los críticos". *
Divergente: "Probablemente, la parte más complicada del FJD. Debería tratarse de un ejercicio para mostrar las dimensiones escénicas de un texto, privilegiando la voz del autor por encima del espectáculo posible. No siempre sucede así. El balance se resiste. Este ciclo admite las des limitaciones y la insoluble beligerancia, he ahí su condición de interesante apuesta".*
Convergente: "En el FJD hemos decidido, desde hace poco más de cinco años, acompañar a algunos de nuestros autores, y a los creadores escénicos que prestaron su voz, en procesos de producción más robustos [...] Lo consecuente es el paso a la convergencia, a la suma de lenguajes".*
*Programa de mano del 12 Festival de la Joven Dramaturgia 2014.
la programación en Acapulco se construye con algunas obras del ciclo emergente y una coproducción con Acapulco del ciclo divergente y se estrena ADN diente de León, obra participante en el pasado Ciclo de autores emergentes de Rafael Pérez de la Cruz, dirigida por Francisco Vidal, al igual que Todavía tengo mierda en la cabeza de Bárbara Perrín dirigida por Carmen Ramos. En esta ocasión, los estrenos no son coproducciones, sino resultados propios del Festival.
En 2015 entra el nuevo comité de organización y programación de FJD con Patricia Estrada, Imanol Martínez y Edgar Chías, nuevamente se realizan extensiones del Festival en San Luis Potosí y Xalapa, mantienen la idea de ciclo de lecturas por la mañana, aunque pierde el nombre de emergente, se reduce un poco la programación y se procuran más otras formas de dramaturgia como Venimos a ver a nuestros amigos ganar escrita y dirigida por David Jiménez. Sobre la reformulación del Festival Alejandra Serrano escribió:

Este Festival ha sido mi espacio de experimentación, gracias a él he definido mis intereses y, por lo mismo, ahora sé que es tiempo de cambiar. El Festival de la Joven Dramaturgia es un éxito en muchos sentidos, siempre ha superado las expectativas, es muy fructífero tanto para el público general como para participantes. Se crean relaciones, se contaminan ideas y se generan nuevos proyectos de manera natural. Pero también se ha institucionalizado, lo cual para mí ya no es interesante y no solo eso, me parece poco saludable.

La institucionalización del Festival fue gradual. Hice varios intentos para combatirlo, pero estas propuestas solo funcionaron el primer año, luego también se institucionalizaron. Ejemplo de esto es la participación en la logística de estudiantes de teatro como becarios y el ciclo de autores emergentes.

No hay nada que pueda hacer para realmente renovar el Festival, no me toca a mí, tienen que venir nuevas personas, nuevos retos, aprender y experimentar sus propias inquietudes. Este año yo no participé de la programación y no tuve ninguna decisión en el diseño del Festival, solo asesoré y apoyé a Patricia Estrada en la operación logística y traté de opinar lo menos posible, es una transición y qué mejor que sea en el año que Luis Santillán ganó el Premio Manuel Herrera, hermosa casualidad. Seguiré apoyando y defendiendo al Festival para su continuidad porque sigo creyendo en él, en su importancia y en su fuerza. Estoy muy orgullosa de lo que ha pasado con este evento y creo que renunciar es la mejor manera que tengo de agradecer.
Alejandra Serrano

En 2016, regresaron al formato de los ciclos emergente, divergente y convergente. No hubo estrenos propiamente, pero se amplia la participación de creadores queretanos. Se realiza un taller para preparar las puestas en lectura, creando nuevas dinámicas en el encuentro y eliminando el factor de riesgo que se comentaba del ciclo divergente. 
En 2017 el festival estuvo en riesgo de cancelarse, sin embargo la presión política ejercida hacia las instituciones culturales hacen posible que la edición número 15 se lleve a cabo un mes más tarde de lo acostumbrado. 
En 2018 Patricia Estrada e Imanol Martínez en un esfuerzo por ampliar el horizonte de la dramaturgia joven mexicana, traen como invitado y maestro de dramaturgia a Mauricio Kartun, quien imparte Dramaturgias de emergencia la máster class con la que le ha dado la vuelta a Latinoamérica. En esta edición la dinámica del análisis de las lecturas también cambió, siendo Didanwy Kent y Luis Conde, responsables del Aula del Espectador en Teatro UNAM, quienes se hicieran cargo de esta parte tan importante, llevando a otro puerto el nivel de discusión y modificando una dinámica de varios años, dándole así un toque de frescura al evento.